# Methanolobus profundi
A Methanolobus profundi egy metilotróf, mezofil, metanogén Archaea faj. Az archeák – ősbaktériumok – egysejtű, sejtmag nélküli prokarióta szervezetek.  Típustörzse: MobMT (=DSM 21213T =NBRC 104158T).

## Fordítás
- Ez a szócikk részben vagy egészben  a   Methanolobus profundi című angol Wikipédia-szócikk fordításán alapul.  Az eredeti cikk szerkesztőit annak laptörténete sorolja fel. Ez a jelzés csupán a megfogalmazás eredetét és a szerzői jogokat jelzi, nem szolgál a cikkben szereplő információk forrásmegjelöléseként.